# Philodryas
Philodryas is een geslacht van slangen uit de familie toornslangachtigen (Colubridae) en de onderfamilie Dipsadinae.

## Naam en indeling
Er zijn zestien soorten, de wetenschappelijke naam van de groep werd voor het eerst voorgesteld door Johann Georg Wagler in 1830. De slangen werden eerder aan andere geslachten toegekend, zoals Chlorosoma en Liophis.

## Levenswijze
Op het menu staan kleine gewervelde dieren, zoals hagedissen, amfibieën, knaagdieren en vogels. De slangen leven zowel op de bodem als in bomen.
Vrijwel alle soorten die tot de onderfamilie Dipsadinae behoren zijn aan te merken als onschuldig, maar de soorten uit het geslacht Philodryas zijn hierop een uitzondering. Ze zijn snel, alert en bijterig en het secreet dat door de gifklieren wordt geproduceerd is ook voor mensen gevaarlijk. Een beet kan naast lokale pijn ook verkleuringen van de huid en oedeem veroorzaken. Alle soorten moeten worden beschouwd als giftig en gevaarlijk voor de mens.

## Verspreiding en habitat
Van dit geslacht komen vertegenwoordigers voor in delen van Zuid-Amerika en leven in de landen Brazilië, Peru, Bolivia, Paraguay, Uruguay, Argentinië, Colombia, Frans-Guyana, Guyana, Venezuela, Chili en Ecuador. De habitat bestaat uit vochtige en drogere savannen, vochtige tropische en subtropische laaglandbossen, graslanden en scrublands.

## Beschermingsstatus
Door de internationale natuurbeschermingsorganisatie IUCN is aan negentien soorten een beschermingsstatus toegewezen. Zeventien soorten worden beschouwd als 'veilig' (Least Concern of LC), een als 'onzeker' (Data Deficient of DD) en een als 'kwetsbaar' (Vulnerable of VU).

## Soorten
Het geslacht omvat de volgende soorten, met de auteur en het verspreidingsgebied.
| Naam                       | Auteur                                                                       | Verspreidingsgebied                                                                               |
| -------------------------- | ---------------------------------------------------------------------------- | ------------------------------------------------------------------------------------------------- |
| Philodryas aestiva         | Duméril, Bibron & Duméril, 1854                                              | Brazilië, Bolivia, Paraguay, Uruguay, Argentinië                                                  |
| Philodryas amaru           | Zaher, Arredondo, Valencia, Arbeláez, Rodrigues & Altamirano-Benavides, 2014 | Ecuador                                                                                           |
| Philodryas baroni          | Berg, 1895                                                                   | Argentinië, Bolivia, Paraguay                                                                     |
| Philodryas boliviana       | Boulenger, 1896                                                              | Bolivia                                                                                           |
| Philodryas chamissonis     | Wiegmann, 1835                                                               | Chili                                                                                             |
| Philodryas cordata         | Donnelly & Myers, 1991                                                       | Venezuela                                                                                         |
| Philodryas erlandi         | Lönnberg, 1902                                                               | Paraguay, Bolivia, Argentinië                                                                     |
| Philodryas livida          | Amaral, 1923                                                                 | Brazilië, Paraguay                                                                                |
| Philodryas mattogrossensis | Koslowsky, 1898                                                              | Brazilië, Paraguay, Argentinië                                                                    |
| Philodryas nattereri       | Steindachner, 1870                                                           | Paraguay, Brazilië, Bolivia                                                                       |
| Philodryas olfersii        | Lichtenstein, 1823                                                           | Brazilië, Peru, Bolivia, Paraguay, Uruguay, Argentinië, Colombia, Frans-Guyana, Guyana, Venezuela |
| Philodryas psammophidea    | Günther, 1872                                                                | Brazilië, Bolivia, Paraguay, Argentinië                                                           |
| Philodryas simonsii        | Boulenger, 1900                                                              | Peru, Ecuador                                                                                     |
| Philodryas tachymenoides   | Schmidt & Walker, 1943                                                       | Chili, Peru                                                                                       |
| Philodryas trilineata      | Burmeister, 1861                                                             | Argentinië, Bolivia                                                                               |
| Philodryas varia           | Jan, 1863                                                                    | Argentinië, Bolivia                                                                               |